# Shunsuke Mito
Shunsuke Mito (Yamaguchi, 28 de septiembre de 2002) es un futbolista japonés que juega en la demarcación de centrocampista para el Sparta Rotterdam de la Eredivisie.

## Selección nacional
Tras jugar en las categorías inferiores de la selección, finalmente hizo su debut con la selección absoluta de Japón el 10 de junio de 2025 contra Indonesia en un partido de clasificación para la Copa Mundial de Fútbol de 2026 que finalizó con un resultado de 6-0 a favor del combinado japonés tras los goles de Ryoya Morishita, Shuto Machino, Take Kubo, Mao Hosoya y un doblete de Daichi Kamada.

### Participaciones en Juegos Olímpicos
| Copa                     | Sede    | Resultado        | Partidos | Goles |
| ------------------------ | ------- | ---------------- | -------- | ----- |
| Juegos Olímpicos de 2024 | Francia | Cuartos de final | 4        | 2     |

## Clubes
| Club             | País         | Año       | Partidos | Goles |
| ---------------- | ------------ | --------- | -------- | ----- |
| Albirex Niigata  | Japón        | 2020-2023 | 86       | 13    |
| Sparta Rotterdam | Países Bajos | 2024-     | 51       | 7     |